# 7013 Trachet
A 7013 Trachet (ideiglenes jelöléssel (7013) 1988 RS4) a Naprendszer kisbolygóövében található aszteroida. Henri Debehogne fedezte fel 1988. szeptember 1-jén.